# ارماناس
اِرماناس (به اسپانیایی: Hermanas؛ به معنی خواهران ) فیلمی درام محصول سال ۲۰۰۵ است که فیلم‌نامه‌نویس و کارگردان آن خولیا سولومونف است که فیلم را با تکنیک مونشن پیچرز ساخته‌است. از جمله تهیه‌کنندگانی که در ساخت این فیلم مشارکت داشتند، مریلا بسویوسکی، پابلو بوسسی، فلورنسیا انخل، خراردو اررو، وانسا راگونه، والتر سالس و آریل سائول بودند.

## داستان
در سال ۱۹۷۶ میلادی، در طول بحران سیاسی در آرژانتین دو خواهر از کشور خود می‌گریزند چون فعالیت سیاسی‌شان موجبات خطر را برایشان به وجود آورده‌است. یکی به اسپانیا و دیگری به تگزاس در ایالات متحده می‌روند.
پس از هشت سال اقامت در اسپانیا، ناتالیا (Ingrid Rubio) اقدام به سفر به تگزاس می‌کند تا خواهرش النا (والریا برتوچلی) را ملاقات کند.
او همراه خود عکسی از آخرین کتاب رمان پدرش را به ارمغان می‌برد. این رمان منتشر نشده داستان خانواده او را در دوران دیکتاتوری آرژانتین شرح می‌دهد. با استفاده از فلش بک گسترده‌ای در فیلم خواهران در اوایل دیکتاتوری آرژانتین در طول حکومت نظامی جونتا نشان داده می‌شوند.

## بازیگران
- والریا برتوچلی به عنوان Elena Levín
- اینگرید روبیو به عنوان Natalia Levin
- آدریان ناوارو به عنوان Sebastián Morini
- نیکلاس پائولس به عنوان Martín García Solís
- میلتون د لا کانال به عنوان Tomás Morini
- اوراسیو پنیا به عنوان David Levin
- مونیکا گالان به عنوان Marta Levín
- اوسبیو پونسالا به عنوان Luis Morini
- پدرو پاسکال به عنوان Steve
- گوستاوو پاسترینی به عنوان گردشگر آمریکایی
- آفریکا پرات

## پس زمینه
این فیلم بر اساس رویدادهای سیاسی که در آرژانتین پس از به قدرت رسیدن خورخه رافائل ویدلا و حکومت ارتجاعی و نظامی جونتا رخ داد، و رخدادهای ۲۴ مارس ۱۹۷۶ ساخته شده. در طول حکومت نظامی، پارلمان به حالت تعلیق درآمد، اتحادیه‌های کارگری و احزاب سیاسی استانی در دولت ممنوع شدند و آنچه به عنوان جنگ کثیف شناخته شده، بین ۹٬۰۰۰ الی ۳۰۰۰۰ نفر از طرفداران جناح چپ "subversives" را از جامعه ناپدید نمود.

## نقدها
ژانت کاستسولیست، منتقد فیلم نیویورک تایمز , دربارهٔ این فیلم، به خصوص بازیگری Valeria Bertuccelli و Ingrid Rubio می‌گوید: «سازنده به محدود شدن به یک سبک کارگردانی اصرار دارد. رنگ آمیزی محیط داخل فیلم موفق در انتقال عواطف و احساسات افرادی است که رابطه‌هایشان به خوبی نشان داده می‌شود… هر دو بازیگر نقش اول زن بسیار موفق ظاهر شده‌اند.»

## توزیع
این فیلم برای اولین بار در جشنواره بین‌المللی سینمای مستقل بوئنوس آیرس در ۱۴ مارس ۲۰۰۵ به اکران درآمد و از ۲۸ مارس ۲۰۰۵ در این کشور با استقبال گسترده‌ای مواجه شد.
این فیلم در جشنواره‌های فیلم مختلف از جمله: جشنواره بین‌المللی فیلم تورنتو کانادا در سپتامبر ۹، ۲۰۰۵; جشنواره بین‌المللی فیلم سائو پائولو برزیل; جشنواره بین‌المللی فیلم وایادولید اسپانیا; جشنواره بین‌المللی فیلم بانکوک تایلند; تولوز آمریکای لاتین، جشنواره فیلم فرانسه و غیره اکران شد.

## رقابت‌ها

### جوایز
نامزد
- جشنواره بین‌المللی فیلم وایادولید: اسپایک طلایی، خولیا سولومونف؛ ۲۰۰۵.
- جوایز بوتاکا: بوتاکا؛ بهترین بازیگر فیلم کاتالان، اینگرید روبیو؛ ۲۰۰۶.
- انجمن منتقدان فیلم آرژانتین: کندر نقره‌ای؛ بهترین بازیگر نقش مکمل زن، والریا برتوسلی؛ بهترین طراحی صحنه و لباس، بتریز دی بندتو و فاتیما ماسرا؛ ۲۰۰۶.